# CST8
CST8 (англ. Cystatin 8) — білок, який кодується однойменним геном, розташованим у людей на короткому плечі 20-ї хромосоми. Довжина поліпептидного ланцюга білка становить 142 амінокислот, а молекулярна маса — 16 275.
| 10         |  | 20         |  | 30         |  | 40         |  | 50         |
| ---------- |  | ---------- |  | ---------- |  | ---------- |  | ---------- |
| MPRCRWLSLI |  | LLTIPLALVA |  | RKDPKKNETG |  | VLRKLKPVNA |  | SNANVKQCLW |
| FAMQEYNKES |  | EDKYVFLVVK |  | TLQAQLQVTN |  | LLEYLIDVEI |  | ARSDCRKPLS |
| TNEICAIQEN |  | SKLKRKLSCS |  | FLVGALPWNG |  | EFTVMEKKCE |  | DA         |

A: Аланін

C: Цистеїн

D: Аспарагінова кислота

E: Глутамінова кислота

F: Фенілаланін

G: Гліцин

I: Ізолейцин

K: Лізин

L: Лейцин

M: Метіонін

N: Аспарагін

P: Пролін

Q: Глутамін

R: Аргінін

S: Серин

T: Треонін

V: Валін

W: Триптофан

Кодований геном білок за функціями належить до інгібіторів протеаз, інгібітор тіолових протеаз.
Секретований назовні.